# Kostolná pri Dunaji
Kostolná pri Dunaji (allemand : Gostlän) est un village de Slovaquie situé dans la région de Bratislava.

## Histoire
Première mention écrite du village en 1332.
La localité fut annexée par la Hongrie après le premier arbitrage de Vienne le 2 novembre 1938. En 1938, on comptait 280 habitants dont Elle faisait partie du district de Galanta, en hongrois Galántai járás. Le nom de la localité avant la Seconde Guerre mondiale était Hasvár/Egyházfa. Durant la période 1938 -1945, le nom hongrois Egyházfa était d'usage. À la libération, la commune a été réintégrée dans la Tchécoslovaquie reconstituée.
Le hameau de Malý Šúr était une commune autonome en 1938. Il comptait 204 habitants en 1938. Elle faisait partie du district de Galanta, en hongrois Galántai járás. Le nom de la localité avant la Seconde Guerre mondiale était Malý Šúr/Péntek-Súr. Durant la période 1938 -1945, le nom hongrois Pénteksúr était d'usage.

## Démographie

### Évolution de la population
| Année:               | 1994. | 2004.   | 2014.    | 2024.    |
| -------------------- | ----- | ------- | -------- | -------- |
| Nombre de personnes: | 466   | 470     | 592      | 901      |
| Différence:          |       | +0,85 % | +25,95 % | +52,19 % |

| Année:               | 2023. | 2024.   |
| -------------------- | ----- | ------- |
| Nombre de personnes: | 873   | 901     |
| Différence:          |       | +3,20 % |